# Vlag van Bolsward

Vlag van de gemeente Bolsward (1955-2011)

Alternatieve vlag van Bolsward

De vlag van Bolsward is op 6 mei 1955 bij raadsbesluit vastgesteld als de gemeentelijke vlag van de Friese gemeente Bolsward. De vlag wordt als volgt beschreven:
Drie banen van zwart en geel, waarvan de hoogten zich verhouden als 1:3:1, met op het geel een zwarte dubbelkoppige adelaar, gewapend van rood, dragende een hartschild van blauw, beladen met een witte linker schuinbalk, waaroverheen een gele keizerskroon, rood gevoerd.
De vlag, ontworpen door G.J. Bontekoe, is ontleend aan het gemeentewapen. De dubbelkoppige adelaar verwijst naar de status van Hanzestad die Bolsward had, de keizerskroon werd op het wapen van Westergo geplaatst dat als hartschild op de adelaar is aangebracht om de centrumpositie van Bolsward binnen de streek te accentueren.
Per 1 januari 2011 is de gemeente Bolsward opgegaan in de nieuwe gemeente Súdwest-Fryslân. De gemeentevlag van Bolsward is hierdoor als gemeentevlag komen te vervallen. De nieuwe gemeente heeft de vlaggen van de voorgaande gemeenten als dorps- dan wel stadsvlaggen aangewezen.

## Officieuze vlag
Naast deze vlag voerden de gemeente en de burgerij van oudsher een vlag met twee banen van gelijke hoogte in geel en zwart. Deze officieuze vlag bleef ook na invoering van de gemeentevlag in gebruik.

## Verwante afbeeldingen

Stadsvlag (sinds 2011)
Het wapen van Bolsward
Het wapen van Westergo

Aengwirden 
· Baarderadeel 
· Barradeel 
· het Bildt 
· Bolsward 
· Boornsterhem 
· Dokkum 
· Dongeradeel 
· Doniawerstal 
· Ferwerderadeel 
· Franeker 
· Franekeradeel 
· Gaasterland 
· Gaasterland-Sloten 
· Haskerland 
· Hemelumer Oldeferd 
· Hennaarderadeel 
· Hindeloopen 
· Idaarderadeel 
· IJlst 
· Kollumerland en Nieuwkruisland 
· Leeuwarderadeel 
· Lemsterland 
· Littenseradeel 
· Menaldumadeel 
· Nijefurd 
· Oostdongeradeel 
· Rauwerderhem 
· Schoterland 
· Skarsterlân 
· Sloten 
· Sneek 
· Stavoren 
· Terschelling en Vlieland 
· Utingeradeel 
· Westdongeradeel 
· Wonseradeel 
· Workum 
· Wymbritseradeel